# Tri-nations 2003
Navigation
Tri-nations 2002 Tri-nations 2004
Le Tri-nations 2003 a été remporté par la Nouvelle-Zélande qui gagne ses quatre matchs.

## Classement
| Rang | Pays                 | J | V | N | D | Bo | Bd | Pm  | Pe  | Diff | Pts |
| ---- | -------------------- | - | - | - | - | -- | -- | --- | --- | ---- | --- |
| 1    | Nouvelle-Zélande (T) | 4 | 4 | 0 | 0 | 2  | 0  | 142 | 65  | +77  | 18  |
| 2    | Australie            | 4 | 1 | 0 | 3 | 0  | 2  | 89  | 106 | -17  | 6   |
| 3    | Afrique du Sud       | 4 | 1 | 0 | 3 | 0  | 0  | 62  | 122 | -60  | 4   |

|  | Vainqueur de la compétition (no 1). |
|  | T : Tenant du titre 2002            |

Attribution des points : victoire sur tapis vert : 5, victoire : 4, match nul : 2, défaite : 0, forfait : -2 ; plus les bonus (offensif : 3 essais de plus que l'adversaire ; défensif : défaite par 7 points d'écart ou moins).
Règles de classement : ?

## Résultats
| 1er match       |                                |             |                                                             |  |                                            |
| 12 juillet 2003 |                                |             |                                                             |  |                                            |
|                 | Afrique du Sud                 | 26 - 22     | Australie                                                   |  | Le Cap, Afrique du Sud                     |
|                 |                                | (MT: 20–10) |                                                             |  | Arbitre : Steve Walsh (Nouvelle-Zélande)   |
|                 | Essais : Matfield, Russell     |             | Essais : Sailor, Roff, Waugh                                |  |                                            |
|                 | Transformations : Koen (2)     |             | Transformations : Burke (2)                                 |  |                                            |
|                 | Pénalités : Koen (4)           |             | Drop Goals : Burke                                          |  |                                            |
| 2e match        |                                |             |                                                             |  |                                            |
| 19 juillet 2003 |                                |             |                                                             |  |                                            |
|                 | Afrique du Sud                 | 16 - 52     | Nouvelle-Zélande                                            |  | Pretoria, Afrique du Sud                   |
|                 |                                | (MT: 9–22)  |                                                             |  | Arbitre : Alain Rolland (Irlande)          |
|                 | Essais : Willemse              |             | Essais : Howlett (2), Mauger, Meeuws, Rokocoko (2), Spencer |  |                                            |
|                 | Transformations : Koen         |             | Transformations : Spencer (4)                               |  |                                            |
|                 | Pénalités : Koen (2)           |             | Pénalités : Spencer (3)                                     |  |                                            |
|                 | Drop Goals : Koen              |             |                                                             |  |                                            |
| 3e match        |                                |             |                                                             |  |                                            |
| 26 juillet 2003 |                                |             |                                                             |  |                                            |
|                 | Australie                      | 21 - 50     | Nouvelle-Zélande                                            |  | Sydney, Australie                          |
|                 |                                | (MT: 11–23) |                                                             |  | Arbitre : A. J. Spreadbury (Angleterre)    |
|                 | Essais : Burke, Rogers, Sailor |             | Essais : Carter, Howlett, Mauger, Rokocoko (3), Umaga       |  |                                            |
|                 | Pénalités : Burke (2)          |             | Transformations : Carter, Spencer (2)                       |  |                                            |
|                 |                                |             | Pénalités : Spencer (3)                                     |  |                                            |
| 4e match        |                                |             |                                                             |  |                                            |
| 2 août 2003     |                                |             |                                                             |  |                                            |
|                 | Australie                      | 29 - 9      | Afrique du Sud                                              |  | Brisbane, Australie                        |
|                 |                                | (MT: 6–6)   |                                                             |  | Arbitre : P. O'Brien (Nouvelle-Zélande)    |
|                 | Essais : Rogers, Waugh         |             | Pénalités : Koen (3)                                        |  |                                            |
|                 | Transformations : Flatley (2)  |             |                                                             |  |                                            |
|                 | Pénalités : Flatley (5)        |             |                                                             |  |                                            |
| 5e match        |                                |             |                                                             |  |                                            |
| 9 août 2003     |                                |             |                                                             |  |                                            |
|                 | Nouvelle-Zélande               | 19 - 11     | Afrique du Sud                                              |  | Dunedin, Nouvelle-Zélande                  |
|                 |                                | (MT: 13–11) |                                                             |  | Arbitre : P. Marshall (Australie)          |
|                 | Essais : Rokocoko              |             | Essais : Bands                                              |  |                                            |
|                 | Transformations : Spencer      |             | Pénalités : Koen (2)                                        |  |                                            |
|                 | Pénalités : Spencer (4)        |             |                                                             |  |                                            |
| 6e match        |                                |             |                                                             |  |                                            |
| 16 août 2003    |                                |             |                                                             |  |                                            |
|                 | Nouvelle-Zélande               | 21 - 17     | Australie                                                   |  | Auckland, Nouvelle-Zélande                 |
|                 |                                | (MT: 15–9)  |                                                             |  | Arbitre : Jonathan Kaplan (Afrique du Sud) |
|                 | Essais : Howlett (2)           |             | Essais : Smith                                              |  |                                            |
|                 | Transformations : Spencer      |             | Pénalités : Flatley (4)                                     |  |                                            |
|                 | Pénalités : Spencer (3)        |             |                                                             |  |                                            |